# GP de Plouay
Grand Prix de Plouay – Lorient Agglomération je jednodenní ženský cyklistický závod konaný v Plouay ve Francii. Je organizován pravidelně od roku 2002 ve stejný den a na stejném okruhu jako mužský závod. Závod sestává ze čtyř kol dlouhých 26,9 km a dvou kol dlouhých 13,9 km, celková délka tedy dosahuje 135,4 km.
Závod byl do roku 2015 součástí UCI Women's Road World Cupu a od roku 2016 se závod stal součástí nové UCI Women's World Tour.

## Trasa
Trasa je známá svou obtížností, kdy závodnice rychle odpadávají z boje o vítězství. První stoupání začínají skoro hned po startu. Jedním z nich je Côte du Lézot, stoupání dlouhé 1 km s průměrným sklonem 6%. Následuje šestikilometrové stoupání k Chapelle Sainte-Anne des Bois, na němž se závodnice dostávají do druhé poloviny okruhu. Po rovinaté pasáži okruh pokračuje na Côte de Ty Marrec s maximálním sklonem 10 %. Tento okruh jezdkyně absolvují čtyřikrát před vstupem na zkrácený 13,9 km dlouhý okruh zahrnující Côte du Lézot a Côte de Ty Marrec. Vjezd do cíle je mírně z kopce. Vítězkou se většinou stane nejlepší sprinterka z vrchařek.

## Seznam vítězek
| Rok  | Země               | Jezdkyně                  | Tým                |
| ---- | ------------------ | ------------------------- | ------------------ |
| 2002 | Německo            | Regina Schleicherová      |                    |
| 2003 | Spojené království | Nicole Cookeová           |                    |
| 2004 | Litva              | Edita Pučinskaitėová      |                    |
| 2005 | Itálie             | Noemi Canteleová          |                    |
| 2006 | Švýcarsko          | Nicole Brändliová         |                    |
| 2007 | Itálie             | Noemi Canteleová          |                    |
| 2008 | Itálie             | Fabiana Luperiniová       |                    |
| 2009 | Spojené království | Emma Pooleyová            | Cervélo TestTeam   |
| 2010 | Spojené království | Emma Pooleyová            | Cervélo TestTeam   |
| 2011 | Nizozemsko         | Annemiek van Vleutenová   | Nederland Bloeit   |
| 2012 | Nizozemsko         | Marianne Vosová           | Rabobank Women     |
| 2013 | Nizozemsko         | Marianne Vosová           | Rabobank–Liv Giant |
| 2014 | Nizozemsko         | Lucinda Brandová          | Rabo–Liv           |
| 2015 | Spojené království | Lizzie Armitsteadová      | Boels–Dolmans      |
| 2016 | Polsko             | Eugenia Bujaková          | BTC City Ljubljana |
| 2017 | Spojené království | Lizzie Deignanová         | Boels–Dolmans      |
| 2018 | Nizozemsko         | Amy Pietersová            | Boels–Dolmans      |
| 2019 | Nizozemsko         | Anna van der Breggenová   | Boels–Dolmans      |
| 2020 | Spojené království | Lizzie Deignanová         | Trek–Segafredo     |
| 2021 | Itálie             | Elisa Longová Borghiniová | Trek–Segafredo     |

### Vícenásobné vítězky
| Vítězství | Jezdkyně                | Ročníky          |
| --------- | ----------------------- | ---------------- |
| 3         | Lizzie Deignanová (GBR) | 2015, 2017, 2020 |
| 2         | Noemi Canteleová (ITA)  | 2005, 2007       |
| 2         | Emma Pooleyová (GBR)    | 2009, 2010       |
| 2         | Marianne Vosová (NED)   | 2012, 2013       |

### Vítězství dle zemí
| Vítězství | Země                           |
| --------- | ------------------------------ |
| 6         | Nizozemsko Spojené království  |
| 4         | Itálie                         |
| 1         | Německo Litva Polsko Švýcarsko |